# Café Paradis
Pour plus de détails, voir Fiche technique et Distribution.
Café Paradis est un film danois réalisé par Bodil Ipsen et Lau Lauritzen Jr., sorti en 1950.

## Synopsis
La lutte de deux hommes contre l'alcoolisme.

## Fiche technique
- Titre : Café Paradis
- Réalisation : Bodil Ipsen et Lau Lauritzen Jr.
- Scénario : Johannes Allen
- Musique : Sven Gyldmark
- Photographie : Rudolf Frederiksen
- Montage : Marie Ejlersen
- Société de production : ASA Film
- Pays de production :  Danemark
- Genre : Drame
- Durée : 97 minutes
- Date de sortie : 
  - Danemark : 21 octobre 1950

## Distribution
- Poul Reichhardt : Carlo Jensen
- Ingeborg Brams : Ester Jensen
- Ib Schønberg : Christian Birger
- Karin Nellemose : Rita Birger
- Else Højgaard : Agnes
- Johannes Meyer :  Mads
- Jørn Jeppesen : Vilhelm
- Inge Hvid-Møller : Nora
- Asbjørn Andersen : Dr. Olaf Martin
- Lau Lauritzen Jr. : Ivers,le psychologue
- Aage Fønss : Svenningsen, le directeur
- Agnes Thorberg Wieth : la mère de Christian Birger

## Distinctions
Le film a reçu 2 Bodils, celui du meilleur film et celui du meilleur second rôle masculin pour Ib Schønberg.